# Эандо, Бернар
Бернар Кристиан Эандо (фр. Bernard Christian Ayandho; 15 декабря 1930, Бангасу, Убанги-Шари, Французская Экваториальная Африка — 18 декабря 1993, Париж) — государственный деятель Центральноафриканской Республики, премьер-министр ЦАР с 26 сентября 1979 до 22 августа 1980 года.

## Биография
Окончил колледж современного искусства в Бамбари, Нормальную школу (Ecole normale) и Школу высшего менеджмента в Браззавиле.
Член партии Движение за социальную эволюцию Чёрной Африки.
В 1951 года стал работать заместителем секретаря государственной службы Французской Экваториальной Африки. С 1951 по 1954 год — в финансовой службе Банги. В 1955 году — был финансовым агентом. В 1957—1958 годах был назначен руководителем одного из районов. Продолжил дальнейшее образование в Национальной школе гражданских администраторов во Франции, а после её окончания вернулся на родину.
В августе 1960 года президент Давид Дако назначил его генеральным секретарём по планированию Совета министров страны. В 1964 году — министр экономики, в 1962 году — министр сельского хозяйства.
В январе 1966 года президент Жан Бокасса назначил Айяндо верховным комиссаром. В 1969 году занял пост заместителя министра экономического планирования, в феврале 1970 года был назначен министром промышленности, горнодобывающей отрасли и геологии, в сентябре 1971 года — министерство было переименовано в министерство шахт и энергетики. В конце декабря 1971 года стал региональным представителем Air Afrique в Габоне, в сентябре 1975 года — экономическим советником посольства Центральноафриканской Республики в Габоне.
После свержения Бокассы 26 сентября 1979 года Эандо был назначен премьер-министром ЦАР. Заявил по национальному радио, что Центральноафриканская Республика готова к установлению многопартийного режима, ограниченного «двумя или тремя партиями и не зависящим от региона или этнической принадлежности». Это заявление заставило правительство опасаться возможности государственного переворота. Из-за выступлений против президента Давида Дако в августе 1980 года отправлен в отставку.
В 1980—1985 годах руководил частной фирмой, позже был назначен президентом Торговой палаты ЦАР.
Умер в Париже.